# Nazionale Lombardia Foot-Ball Club
Il Nazionale Lombardia Football Club è stata una società calcistica di Milano che ha disputato la Prima Categoria a partire dagli anni Dieci del XX secolo e rimase attiva fino alla prima guerra mondiale.

## Storia
Nel 1911 nasce a Milano il Circolo Sportivo San Marco. Affiliandosi alla F.I.G.C. all'inizio della stagione sportiva 1911-1912 cambia denominazione in Nazionale F.C..
Il Nazionale Lombardia F.C. nacque dalla fusione di due piccole società calcistiche milanesi: il Nazionale appunto, e l'A.C. Lombardia, che parteciparono al primo campionato ufficiale nella stagione 1911-12 iscrivendosi alla Terza Categoria. Della seconda società non si conosce la data effettiva di fondazione, sebbene risulti già in vita nel 1909, come riporta la Gazzetta dello Sport che pubblicò il risultato del 5 dicembre di F.C. Esperia-A.C. Lombardia (3-0).
Inaugurato il campo della "Maddalena" il 12 novembre 1911, campo regolamentare di dimensioni 95x60, questo fu cintato con una palizzata in legno, così come richiesto dal Comitato Regionale Lombardo per rendere possibile la riscossione del prezzo del biglietto all'ingresso. Il campo era ubicato esattamente in via Baggina al n. 24, oggi via Trivulzio, quasi di fronte all 'ingresso del Pio Albergo Trivulzio, nota casa di riposo per anziani.

La squadra ragazzi del Nazionale Lombardia sul campo di via Baggina (1914).

Avendo superato brillantemente una prova di attitudine per l'ammissione alla categoria superiore, le squadre fondatrici guadagnarono il diritto alla partecipazione al primo campionato di Promozione lombarda. Fu, forse, per questo motivo che i due club si unirono prima dell'inizio della stagione sportiva 1912-13, a cui partecipò la nuova società con la denominazione Nazionale Lombardia, vincendo il campionato. La squadra, insieme a Juventus Italia e alla Lambro, ottenne il diritto a partecipare alla massima serie l'anno successivo.
Dopo la fine della guerra il Nazionale Lombardia cessò di esistere come realtà autonoma, diventando la sezione calcio di una delle più importanti polisportive milanesi, lo Sport Club Italia. La maglia a strisce verticali rosso-verdi fu quella adottata alla fusione, ma non corrispondeva ai colori dello Sport Club Italia che vestiva una maglia tricolore che si presume fosse a "striscioni verticali" (così come la definiva la Gazzetta dello Sport).